# Костел Святої Трійці (Затурці)
Костел Святої Трійці — діючий католицький храм у селі Затурці.

## Історія
Збудований у стилі бароко на кошти Волинського мечника Валеріана Підгороденського. Належав до монастирського комплексу отців Августинів. З часом втратив свій оригінальний вигляд.
У 1830-ті закритий указом правлячої на Волині Російської імперії. 1832 передали Троїцького храму православної єпархії.
Зруйнований під час Першої Світової війни у 1915 році.

## Архітектура
Костел — тринефна базиліка з напівкруглим презбітерієм та чотирьох'ярусною вежею на фасаді.

## Галерея

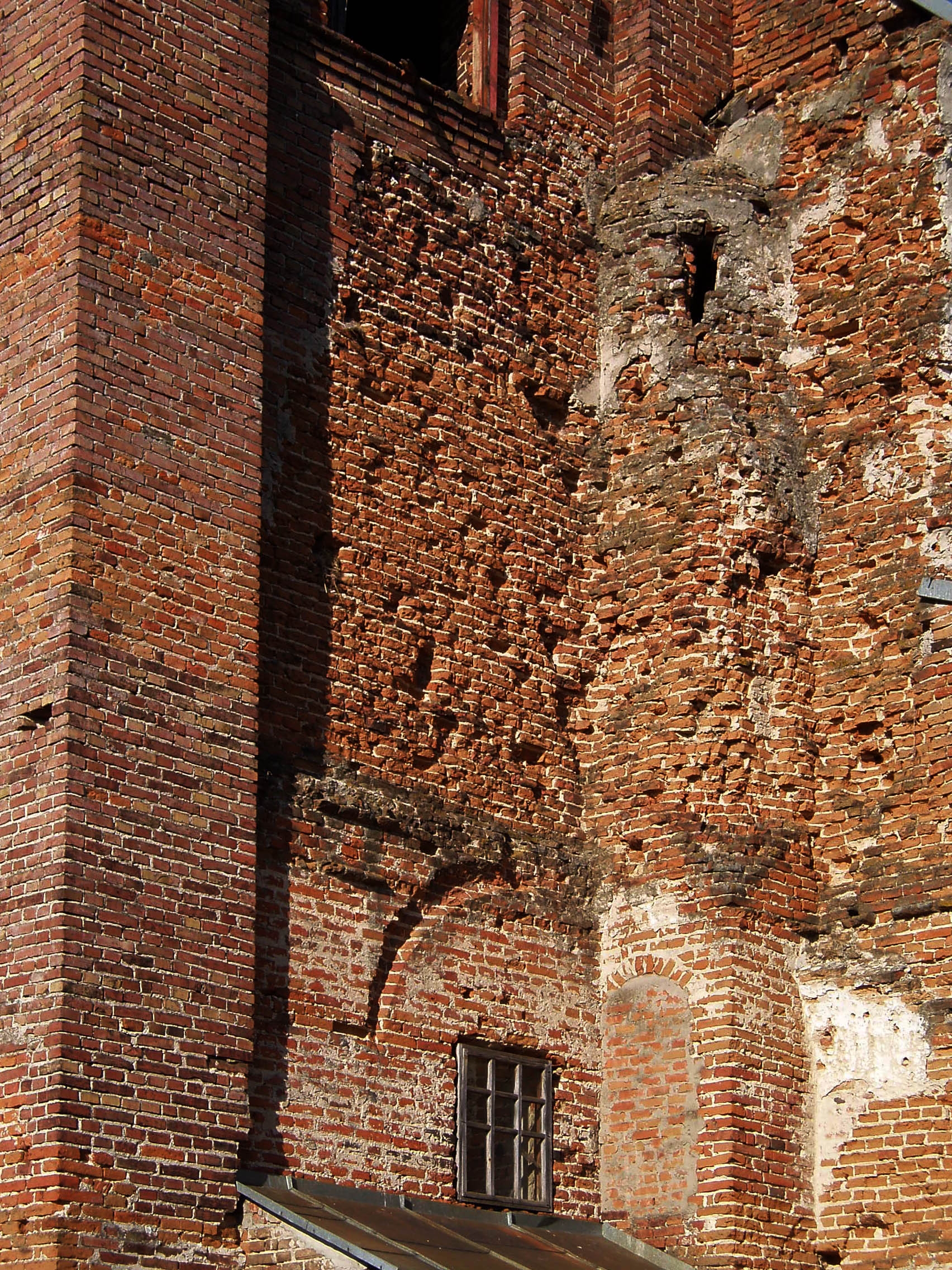
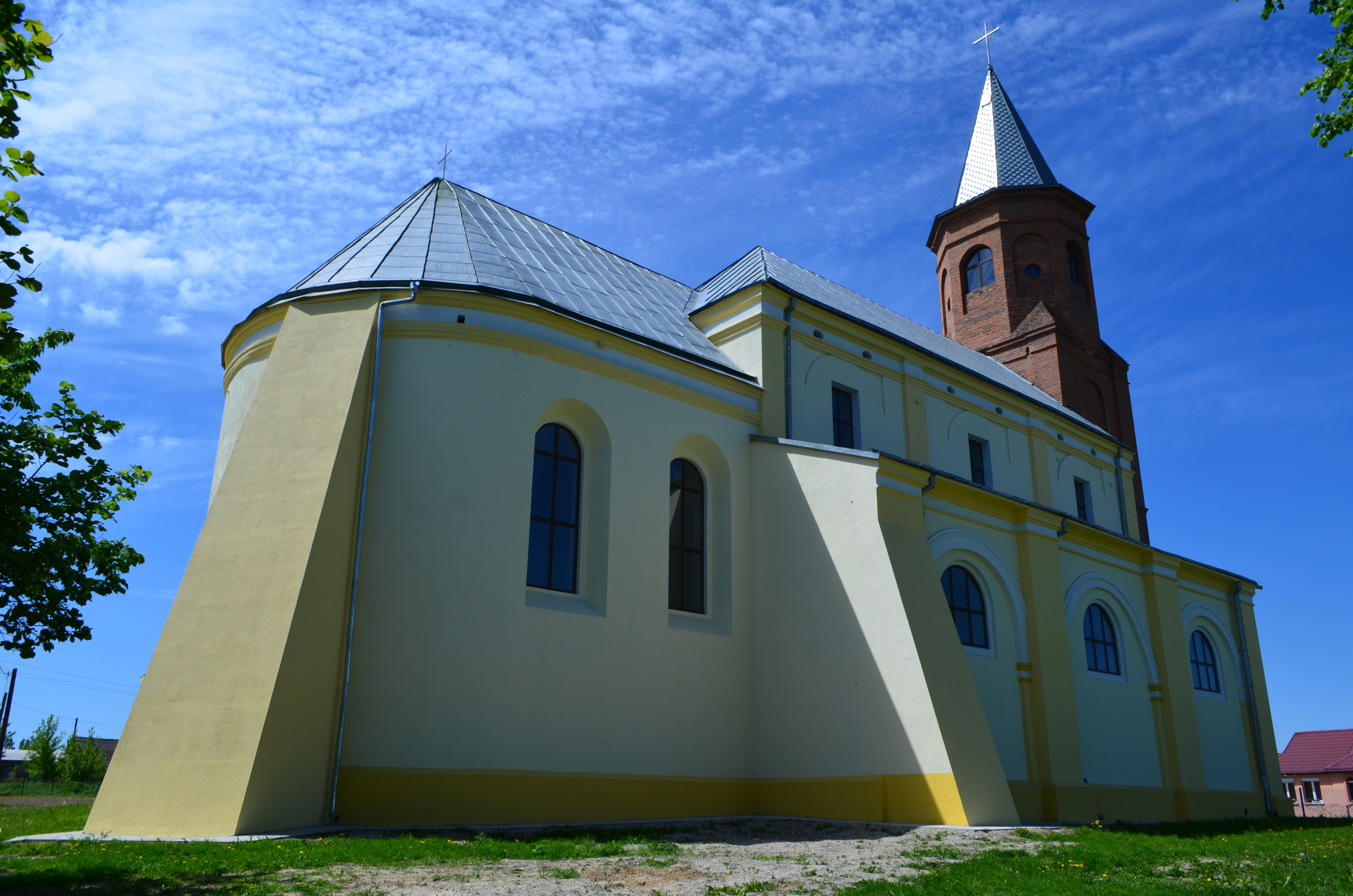
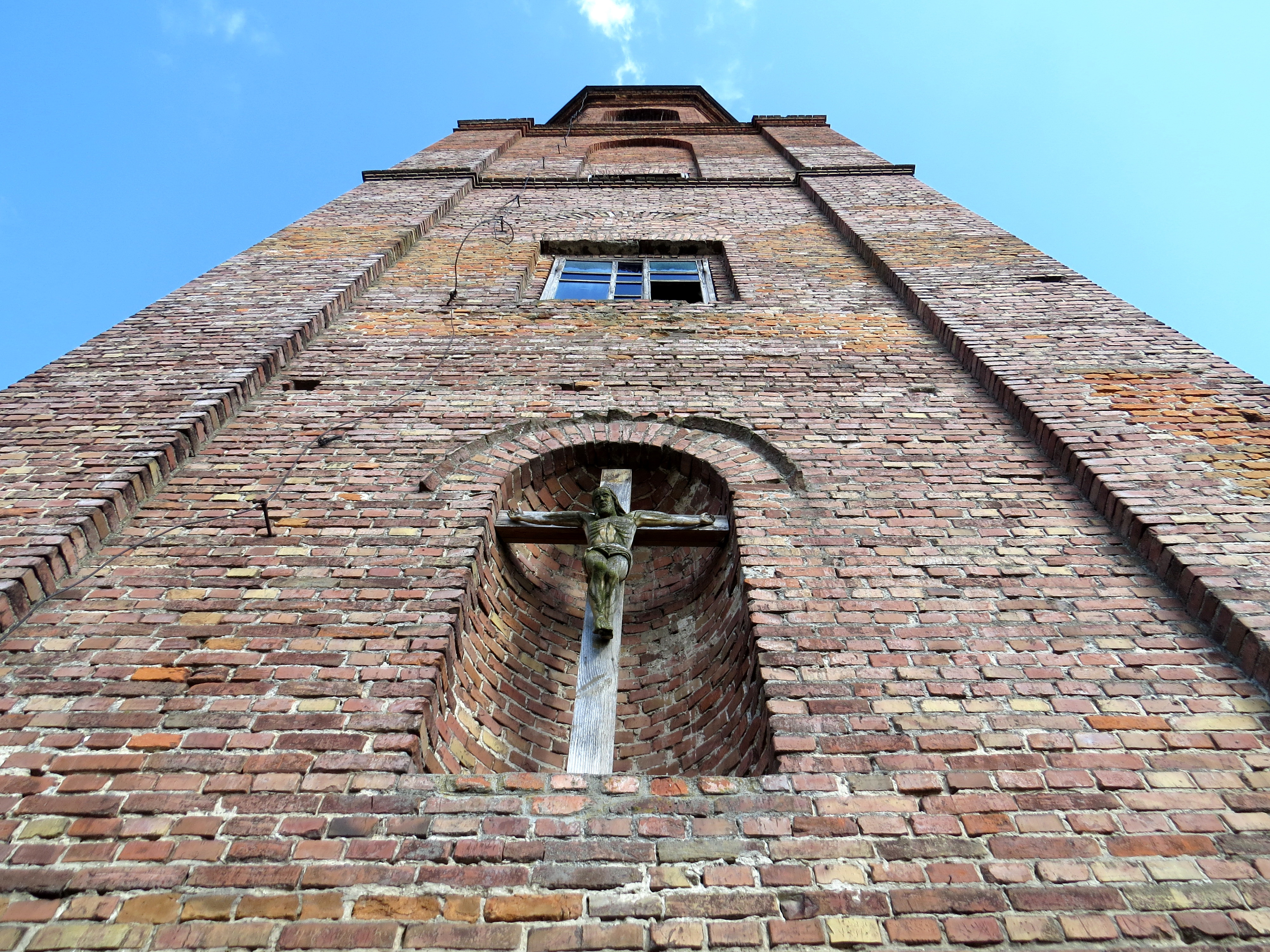
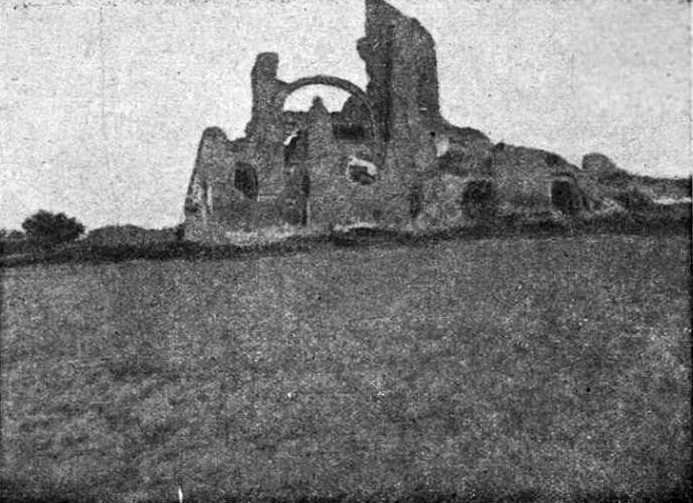
Руїни костела після Першої Світової Війни